# XTE J1550-564
XTE J1550-564, även känd som V381 Normae, är en dubbelstjärna belägen i den mellersta delen av stjärnbilden Vinkelhaken. Den har en skenbar magnitud av ca 16,62 och kräver ett kraftfullt teleskop för att kunna observeras.

## Egenskaper

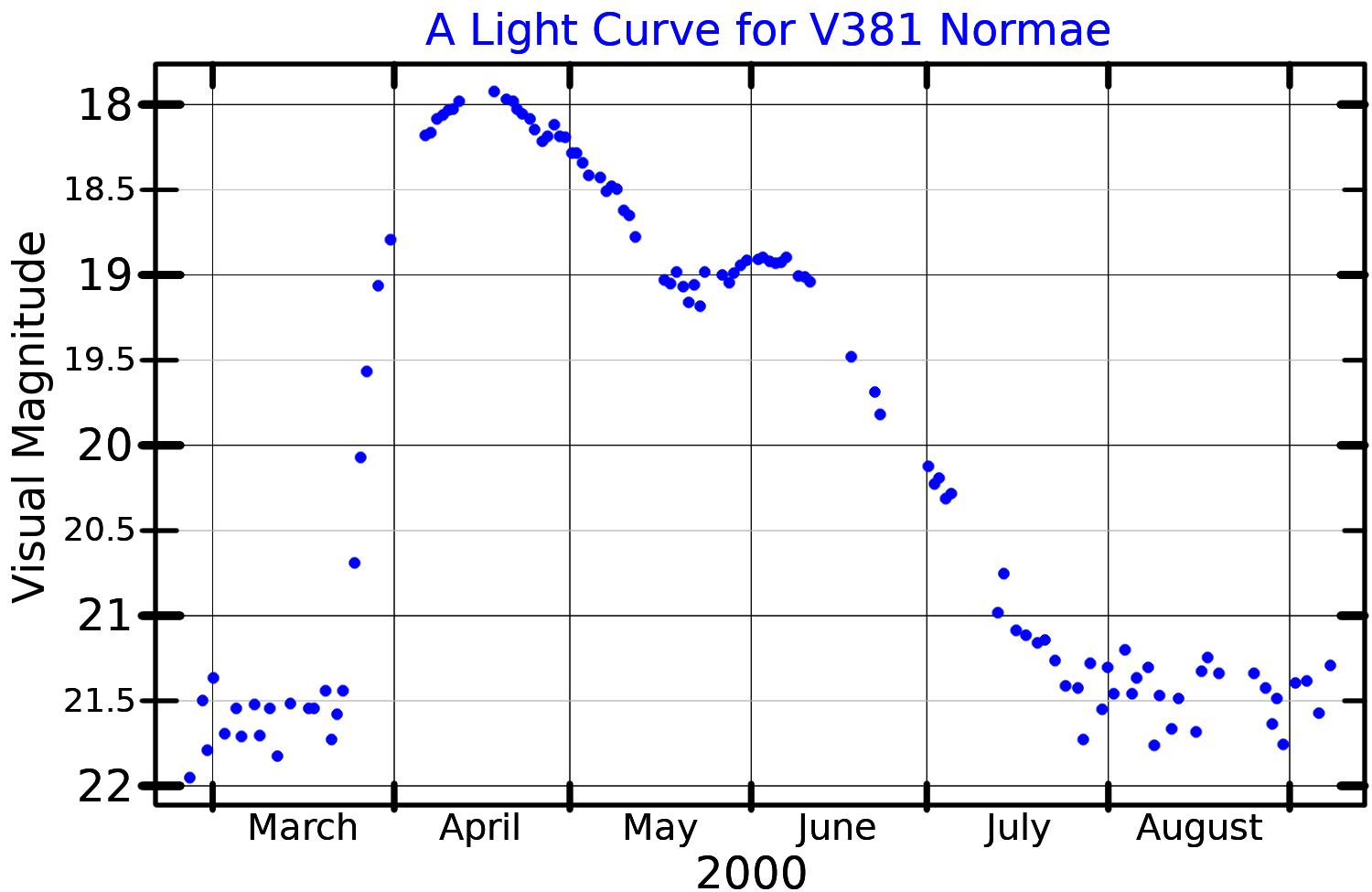
Ljuskurva i synliga bandet för V381 Normae, anpassad från Poutanen et al. (2014)

XTE J1550-564 är en röntgenbinär med låg massa. Den består av ett svart hål med en massa som är ungefär 10 gånger solens, och en jättestjärna av spektraltyp K3 III. Det svarta hålet avger strålar av materia som tros härröra från en ackretionsskiva och är därför känt som en mikrokvasar.